# Nyírjákó
Nyírjákó là một thị trấn thuộc hạt Szabolcs-Szatmár-Bereg, Hungary. Thị trấn này có diện tích 10,34 km², dân số năm 2010 là 917 người, mật độ 89 người/km².